# Natividad Jiménez Moreno
José Natividad Jiménez Moreno es un político mexicano miembro del Partido Acción Nacional. Fue diputado local en la XLVIII Legislatura del Congreso del Estado de Colima por la via plurinominal, convirtiéndose en el tercero de su partido en llegar a la máxima tribuna del estado. Fue senador por Colima en las LVII Legislatura del Congreso de la Unión de México y la LVI Legislatura del Congreso de la Unión de México. Como senador, presentó en la sesión del 18 de septiembre de 1996 una iniciativa de proyecto de decreto que reforma y adiciona diversas disposiciones de la Ley de Defensoría de Oficio Federal y de la Ley Orgánica del Poder Judicial de la Federación.